# Mute Records
Mute Records — британский инди-лейбл, основанный в 1978 Дэниелом Миллером (англ. Daniel Miller), и специализирующийся на альтернативной и независимой музыке, а также поп-музыке, выходящей за рамки масс-культуры.

## История
Сперва на лейбле издавались релизы постпанковых и индустриальных групп, таких как Fad Gadget, Einstürzende Neubauten, Throbbing Gristle и Cabaret Voltaire. После вторжения электронной музыки в британские чарты (1981), продукция лейбла расширилась за счёт таких групп, как Depeche Mode, Erasure, Nitzer Ebb, Yazoo. Именно синти-поп-группы Depeche Mode и Erasure принесли Mute Records широкую известность.
На Mute также выходили релизы групп альтернативного рока (Sonic Youth). С 1992 года на подразделении Novamute Records, распространяется продукция из разряда экспериментальной электронной музыки.
Среди прочих групп и исполнителей, выпускающихся на Mute Records: Моби, Ник Кейв и Laibach.
10 мая 2002 года Mute Records был приобретён мейджор-лейблом EMI. Одной из возможных причин, подтолкнувших Миллера на продажу независимого лейбла, была смерть Фрэнка Тови (Fad Gadget), одного из первых музыкантов, работавших с Mute.
22 сентября 2010 года EMI и Дэниел Миллер в Лондоне подписали соглашение, по которому рекорд-гигант поддержит Миллера в основании его второго рекорд-лейбла, который будет действовать под маркой Mute с разрешения EMI. Что позволит ему работать с отделом продаж, распространения, соответствия и лицензирования EMI в США, Великобритании, Канаде и Ирландии, а также обеспечит доступ к сети независимых дистрибьюторов по всему миру. Главой нового лейбла станет Миллер, в то время как EMI приобретет незначительную долю в капитале компании. Миллер также будет консультировать EMI в рамках нового соглашения. В качестве помощи, EMI отдаст Миллеру часть артистов из каталога Mute. А также окажет поддержку в сферах администрирования гонораров и других коммерческих дел.

## Прочие факты
- Mute Records был первым британским лейблом, создавшим собственный интернет-сайт.
- Первым релизом был сингл «T.V.O.D./Warm Leatherette», записанный самим Дэниелом Миллером, под именем «The Normal».